# Diócesis de Ruteng
La diócesis de Ruteng (en latín: Dioecesis Rutengensis y en indonesio: Keuskupan Ruteng) es una circunscripción eclesiástica de la Iglesia católica en Indonesia. Se trata de una diócesis latina, sufragánea de la arquidiócesis de Ende. Desde el 13 de noviembre de 2019 su obispo electo es Siprianus Hormat.

## Territorio y organización
La diócesis tiene 3995 km² y extiende su jurisdicción sobre los fieles católicos de rito latino residentes en las regencias de Manggarai y Manggarai Oriental de la provincia de Islas menores de la Sonda orientales.
La sede de la diócesis se encuentra en la ciudad de Ruteng, ubicada en la isla de Flores, en donde se halla la Catedral de San José y Nuestra Señora de la Asunción.
En 2024 en la diócesis existían 61 parroquias.

## Historia
El vicariato apostólico de Ruteng fue erigido el 8 de marzo de 1951 con la bula Omnium Ecclesiarum del papa Pío XII, obteniendo el territorio del vicariato apostólico de las Islas Menores de la Sonda (hoy arquidiócesis de Ende).
El 3 de enero de 1961 el vicariato apostólico fue elevado a diócesis con la bula Quod Christus del papa Juan XXIII.
El 21 de junio de 2024 cedió una porción de su territorio para la erección por el papa Francisco de la diócesis de Labuan Bajo.

## Estadísticas
Según el Anuario Pontificio 2024 la diócesis tenía a mediados de 2024 un total de 645 411 fieles bautizados.
| Año                                                                             | Población            | Población | Población      | Sacerdotes | Sacerdotes    | Sacerdotes    | Bautizados por sacerdote | Diáconos permanentes | Religiosos | Religiosos | Parroquias |
| Año                                                                             | Bautizados católicos | Total     | % de católicos | Total      | Clero secular | Clero regular | Bautizados por sacerdote | Diáconos permanentes | Varones    | Mujeres    | Parroquias |
| ------------------------------------------------------------------------------- | -------------------- | --------- | -------------- | ---------- | ------------- | ------------- | ------------------------ | -------------------- | ---------- | ---------- | ---------- |
| 1969                                                                            | 229 547              | 283 000   | 81.1           | 48         | 3             | 45            | 4782                     |                      | 59         | 22         | 32         |
| 1980                                                                            | 350 528              | 395 000   | 88.7           | 65         | 7             | 58            | 5392                     |                      | 98         | 59         | 48         |
| 1990                                                                            | 430 709              | 471 561   | 91.3           | 126        | 32            | 94            | 3418                     |                      | 141        | 73         | 51         |
| 1999                                                                            | 575 015              | 645 239   | 89.1           | 117        | 55            | 62            | 4914                     |                      | 169        | 138        | 56         |
| 2000                                                                            | 576 115              | 645 239   | 89.3           | 126        | 64            | 62            | 4572                     |                      | 168        | 135        | 60         |
| 2001                                                                            | 544 192              | 607 348   | 89.6           | 130        | 64            | 66            | 4186                     |                      | 194        | 140        | 60         |
| 2002                                                                            | 579 755              | 616 907   | 94.0           | 185        | 87            | 98            | 3133                     |                      | 225        | 177        | 63         |
| 2004                                                                            | 615 330              | 637 193   | 96.6           | 199        | 110           | 89            | 3092                     |                      | 221        | 215        | 70         |
| 2010                                                                            | 673 596              | 717 000   | 93.9           | 241        | 128           | 113           | 2795                     |                      | 236        | 319        | 76         |
| 2014                                                                            | 777 390              | 875 142   | 88.8           | 239        | 147           | 92            | 3252                     |                      | 237        | 421        | 81         |
| 2017                                                                            | 851 920              | 949 870   | 89.7           | 242        | 150           | 92            | 3520                     |                      | 249        | 526        | 86         |
| 2020                                                                            | 742 390              | 834 800   | 88.9           | 279        | 156           | 123           | 2660                     |                      | 356        | 605        | 85         |
| 2024                                                                            | 645 411              | 688 477   | 93.7           | 219        | 132           | 87            | 2947                     |                      | 111        | 543        | 61         |
| Fuente: Catholic-Hierarchy, que a su vez toma los datos del Anuario Pontificio. |                      |           |                |            |               |               |                          |                      |            |            |            |

## Episcopologio
- Willem van Bekkum, S.V.D. † (8 de marzo de 1951-10 de marzo de 1972 renunció)
- Vitalis Djebarus, S.V.D. † (17 de marzo de 1973-4 de septiembre de 1980 nombrado obispo de Denpasar)
  - Sede vacante (1980-1984)
- Eduardus Sangsun, S.V.D. † (3 de diciembre de 1984-13 de octubre de 2008 falleció)
- Hubertus Leteng † (7 de noviembre de 2009-11 de octubre de 2017 renunció)
  - Sede vacante (2017-2019)[nota 2]
- Siprianus Hormat, desde el 13 de noviembre de 2019